# Скелі закоханих
Ске́ля-стрімча́к над с. Костилі́вка (Ске́лі зако́ханих) — геологічна пам'ятка природи місцевого значення в Україні. Розташована в межах Рахівського району Закарпатської області, в селі Костилівка. Площа 1 га. Статус надано згідно з рішенням Закарпатського облвиконкому від 18.11.1969 року № 414 і від 23.10.1984 року № 253. Перебуває у віданні Костилівської сільської радої. Створена з метою збереження скель заввишки від 20 до 40 м. Скелі мають естетичне значення.

## Походження назви
Згідно з місцевими розповідями, назва «Скеля закоханих» походить від історії про трагічну подію двох закоханих Іванка і Марічки, які стрибнули зі скелі. Мотивом до цього була неможливість побратись. Вони були закохані до нестями один в одного, але батьки забороняли їм одружуватись. Щоб не йти проти своїх почуттів та волі власних батьків, вони обрали вічне неземне кохання і стрибнули вниз.

Це місце стало доволі символічним. Так молоді люди, які шалено закохані, приїжджають сюди і освідчуються один одному у вічному коханні, присягаючись власним життям.